# Valapattanam
Valapattanam là một thị trấn thống kê (census town) của quận Kannur thuộc bang Kerala, Ấn Độ.

## Địa lý
Valapattanam có vị trí 11°54′B 75°22′Đ / 11,9°B 75,37°Đ Nó có độ cao trung bình là 6 mét (19 feet).

## Nhân khẩu
Theo điều tra dân số năm 2001 của Ấn Độ, Valapattanam có dân số 8369 người. Phái nam chiếm 50% tổng số dân và phái nữ chiếm 50%. Valapattanam có tỷ lệ 81% biết đọc biết viết, cao hơn tỷ lệ trung bình toàn quốc là 59,5%: tỷ lệ cho phái nam là 83%, và tỷ lệ cho phái nữ là 79%. Tại Valapattanam, 14% dân số nhỏ hơn 6 tuổi.